# Philip May
Sir Philip John May, né le 19 septembre 1957 à Norwich dans le Norfolk, est un banquier et gestionnaire de portefeuille britannique. Il est l’époux de l'ancienne Première ministre Theresa May.

## Biographie
Fils d'un représentant d'un chausseur en gros et d'une enseignante de langue française, il passe sa jeunesse dans le Lancashire. 
Il étudie à la Calday Grange Grammar School, près de Liverpool, puis poursuit ses études au Lincoln College de l'université d'Oxford où il obtient une licence (B.A, Bachelor of Arts) puis un master. Durant ses études, il est président de l'Oxford Union (1979).
Philip May rencontre Theresa Brasier par l'intermédiaire de la femme politique pakistanaise Benazir Bhutto. 
Leur mariage est célébré le 6 septembre 1980 par le pasteur anglican Hubert Brasier, père de Theresa May. Le couple, qui n'a pas d'enfants, habite dans le comté de Berkshire et à Londres.
Philip May est anobli avec le titre de chevalier (Knight Bachelor) en 2020.